# 실레사우루스
실레사우루스(Silesaurus)는 트라이아스기 말기에 현재의 폴란드 지역에 서식한 공룡형류이다.